# 富山飛行場
富山飛行場（とやまひこうじょう）は、かつて富山県の婦負郡倉垣村（現：富山市）布目に存在した飛行場。倉垣飛行場とも通称する。

## 歴史

### 開場までの経緯
富山県における近代航空史は、1913年（大正2年）7月20日、富山練兵場において開催された奈良原式飛行大会における第5鳳号の低空飛行に始まり、1916年（大正5年）5月15日には米国人アート・スミスが宙返り飛行を演じて耳目を驚かせ、その後1917年（大正6年）8月14日には帝国飛行協会後藤正雄によって北陸三県連絡大飛行が行われ、本格的航空時代の幕を開けた。一方、日本においては第一次世界大戦以来の欧州における航空事業の発達に鑑み、政府においてもこれを奨励するの声が上って、1929年（昭和4年）4月1日には東京 - 大阪 - 福岡間に初めて郵便物及び貨物に係る逓信省指定の定期内国航空路を日本航空輸送によって開設し、同年7月15日からは同航空路において旅客の取扱を開始した。このように漸次定期航空路の発達をみる中、1931年（昭和6年）5月15日からは東京 - 新潟線が開通したが、これに刺戟を受けた富山商工会議所は同年5月19日に小泉又次郎逓信大臣に対して東京 - 新潟間の路線を富山にまで延長することを建議している。
満州事変以降の愛国的思潮の昂揚により、1932年（昭和7年）1月4日に富山県知事鈴木敬一は県民に対して「軍用飛行機一台ヲ献納」する旨を発表し、これをうけて数か月で10万円を突破する国防献金が県民から集まり、同年3月10日には陸軍省に対してその献納機「立山号」を註文した。当時、上新川郡浜黒崎村に建設されていた富山競馬場は、将来的に飛行場として利用されることを見越して設計されていたため、立山号の離着陸地として同村が内定し、同年4月23日にはいよいよ立山号は県民大歓迎の裡に浜黒崎村に着陸した。一方、立山号の献納のために徴募された献金は、20515円の残金があり、将来の有事のために十二銀行に預けられていたが、その献金を利用して富山県に飛行場を建設しようという声が上った。
当初はその建設予定地として浜黒崎村が挙げられ、南弘逓信大臣による富山競馬場の視察も行われたが、その後1932年（昭和7年）8月に、富山県当局は飛行場建設地として将来的に拡張するための土地を確保できる上新川郡東岩瀬町や同郡大広田村の方が有望であるとの方針を示した。しかし、当の東岩瀬町や大広田村の住民は10万坪もの水田を買収されることに不満を示しており、飛行場の設置には消極的であった。この後も同年9月22日に婦負郡草島村が飛行場誘致を富山県に対して請願し、上新川郡大沢野村笹津の日本電力所有地が県当局内において飛行場建設候補地に挙げられるなど、飛行場建設候補地の選定は遅々として進まなかったので、富山県が逓信省の山田航空官に候補地調査を依頼した結果、同年10月3日に同航空官より浜黒崎村及び倉垣村の2ヶ所が適当であるという報告が行われた。富山県においては更に選定に慎重を期するため、陸軍省に国防的見地からの選定を依頼したところ、射水郡老田村が適当であるとの報告を受けた。これらの報告によって浜黒崎村、倉垣村及び老田村のいずれかを飛行場建設候補地とすべく選定作業が行われ、同年11月1日に建設委員会特別委員会において斎藤樹富山県知事は建設地を婦負郡倉垣村としたことを報告した。倉垣村が飛行場建設に際して有利であるとされたのは、十分な面積を確保でき、周囲に障碍物がなく、土地が平坦であり、一帯が全く水田であったため撤去工事の煩雑さが省けたのに加え、越中鉄道による交通の利便性が期待できたためであった。
建設に際しては前述の立山号の残金のほか、遠山信一郎富山県学務部長の奔走によって帝国飛行協会より1000円、旧加賀藩主前田侯爵家より500円の寄附金、更に富山県民より集めた寄附金を宛てた。これによって倉垣村内の8万坪を1坪あたり1円30銭で買収し、1933年（昭和8年）5月9日より建設に着手、同年10月8日に富山飛行場として開場した。

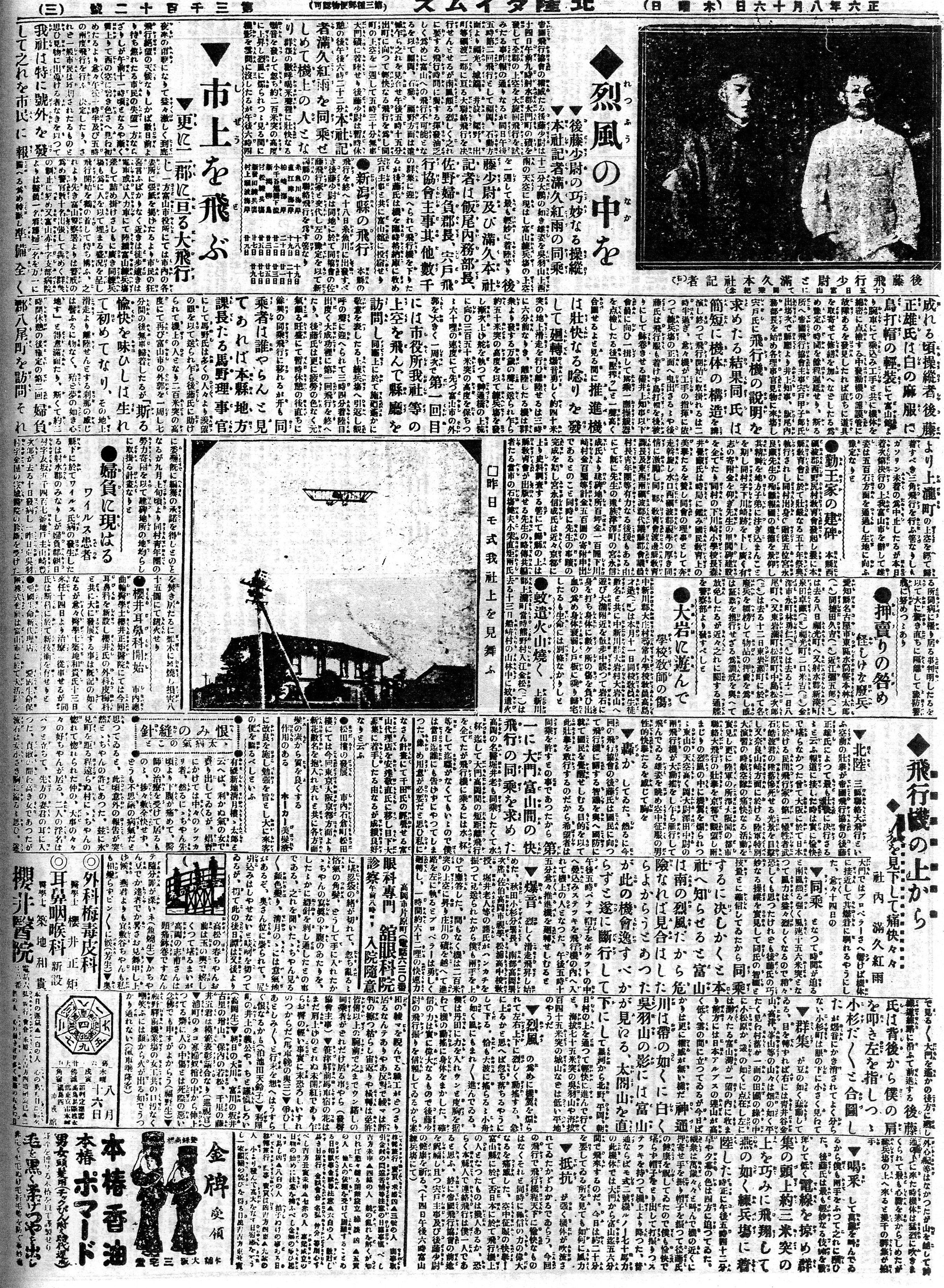
1917年（大正6年）8月14日に行われた北陸三県連絡大飛行を報ずる新聞
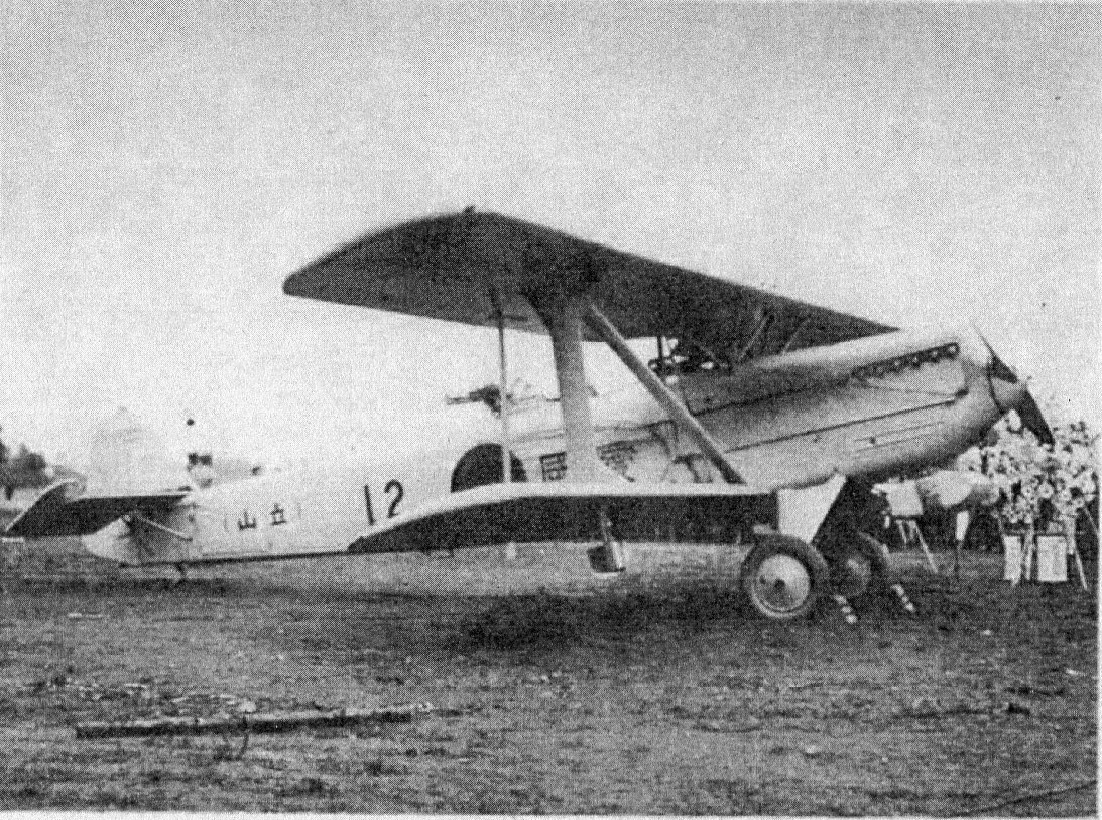
浜黒崎村に着陸した立山号
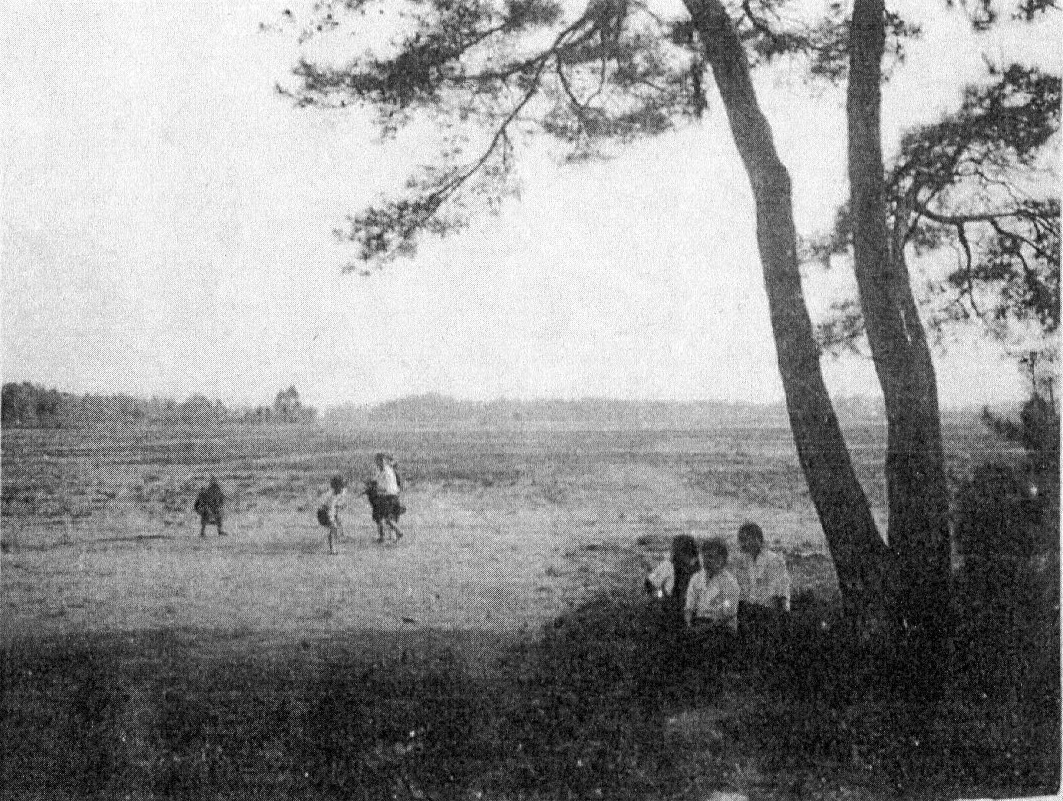
当初の飛行場建設予定地であった富山競馬場
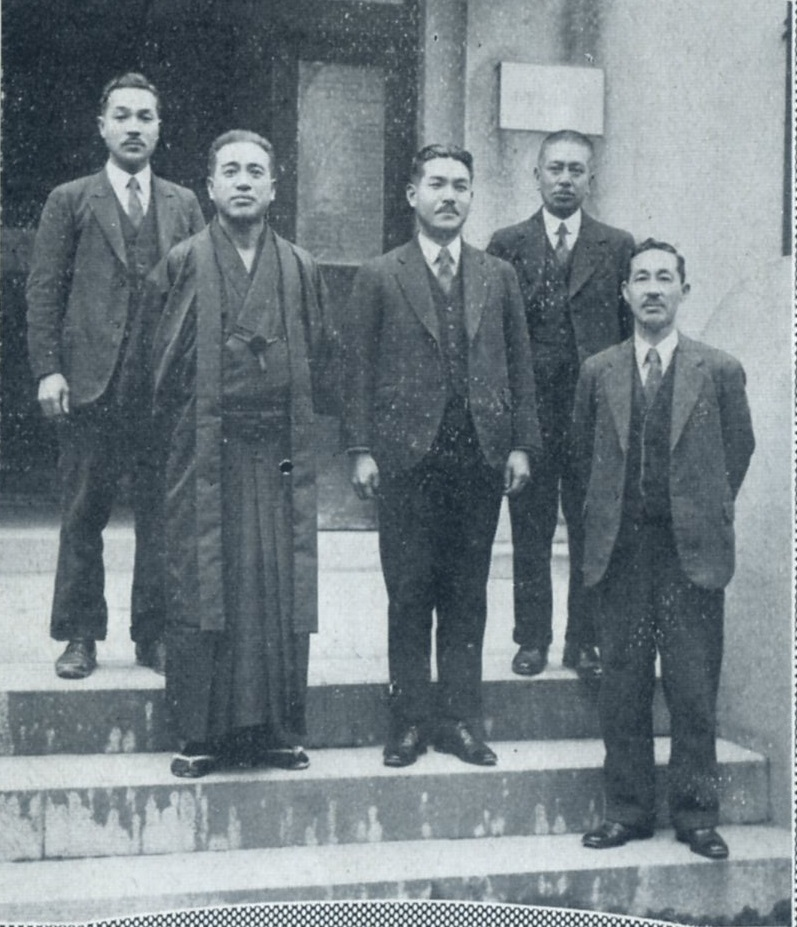
富山飛行場建設発起人の一部。右から高田甚四郎富山商工会議所副会頭、大間知円兵衛富山商工会議所理事、遠山信一郎富山県学務部長、大野清正富山タイムス事業部長、寺田忠蔵富山県書記
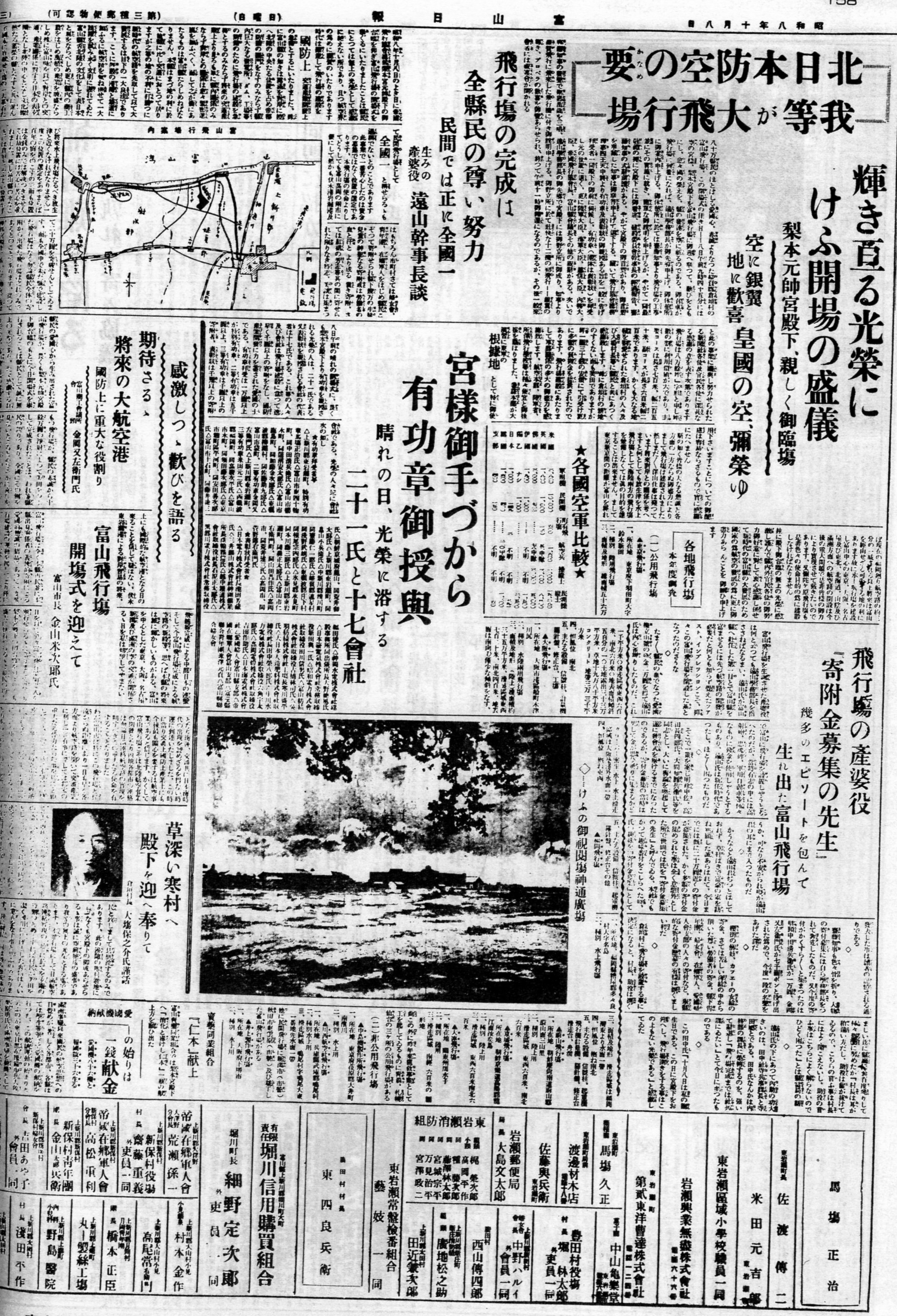
富山飛行場の開場を報ずる当時の新聞
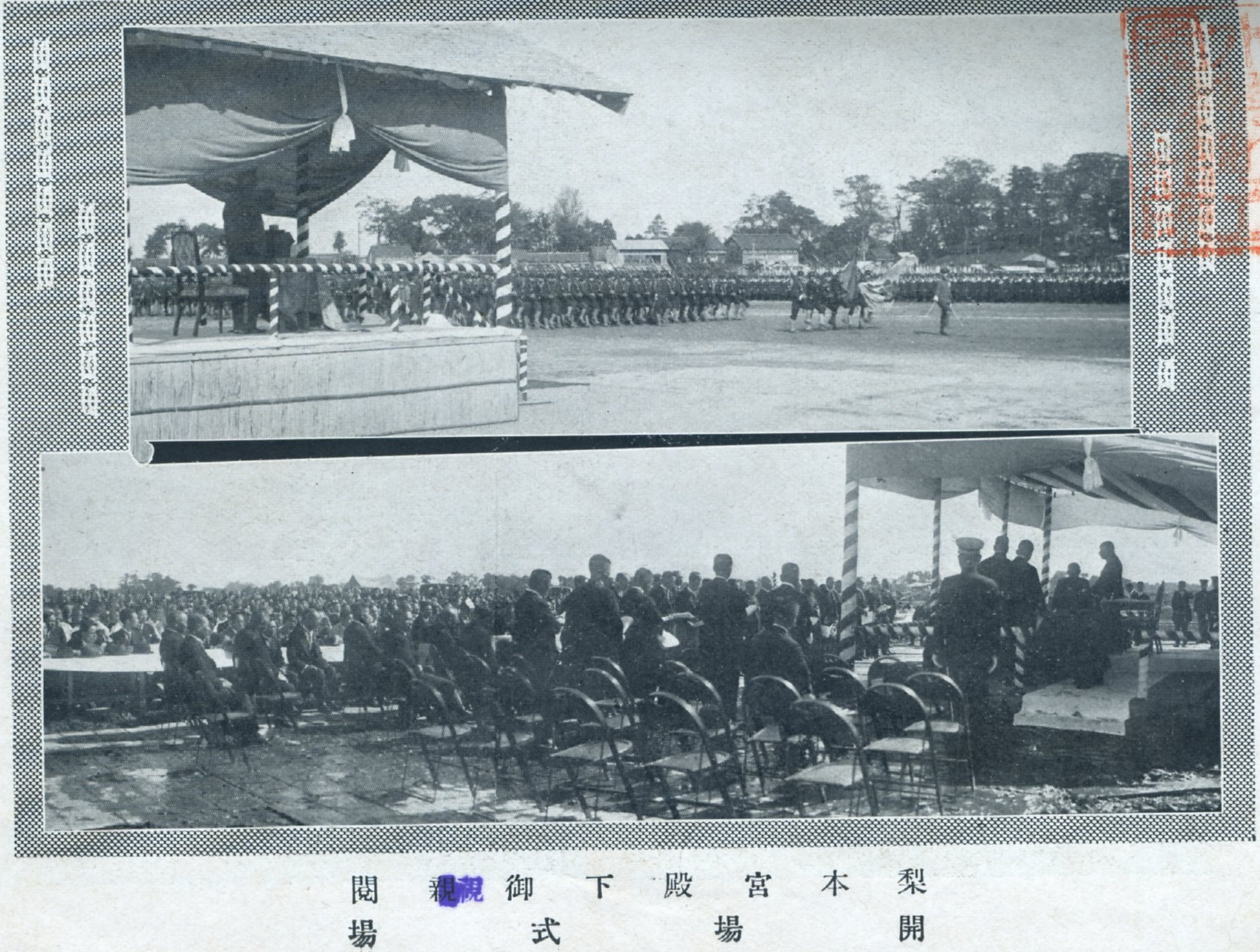
開場式の様子

### 民間飛行場として
開場当初の飛行場は富山県営で、実際の事業は民間に委託されており、1934年（昭和9年）5月15日には初めて日本航空輸送株式会社によって富山 - 東京間に定期航空路を開いたが、富山県はその赤字補填のために年間1万2千円の補助金を拠出していた。同年7月2日からは富山 - 名古屋間、翌1935年（昭和10年）6月からは大阪 - 富山 - 新潟間における航空路線がそれぞれ開業している。
東京、大阪及び新潟に対する航空路線においては、旅客のほかに郵便物の逓送が行われ、特に東京に対する航空郵便線路の開業は北陸におけるその嚆矢として内外の注目を集めた。この他富山飛行場においては、日本航空輸送によってビラ撒きや遊覧飛行等の事業が行われており、遊覧飛行については立山上空を飛行するものは7円、富山市上空を一周するものは3円で運営されていた。

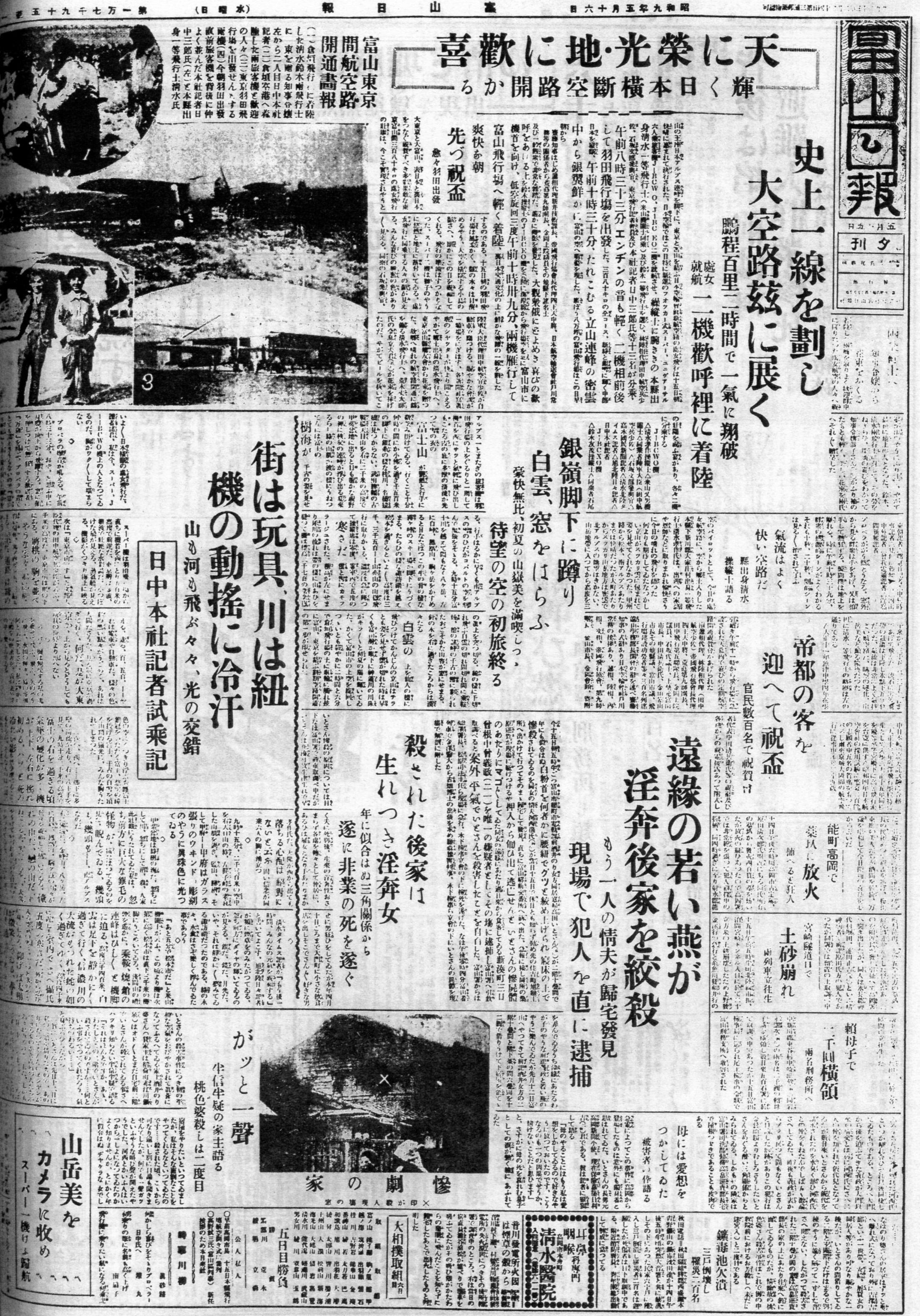
富山 - 東京間定期航空路開通を報ずる当時の新聞
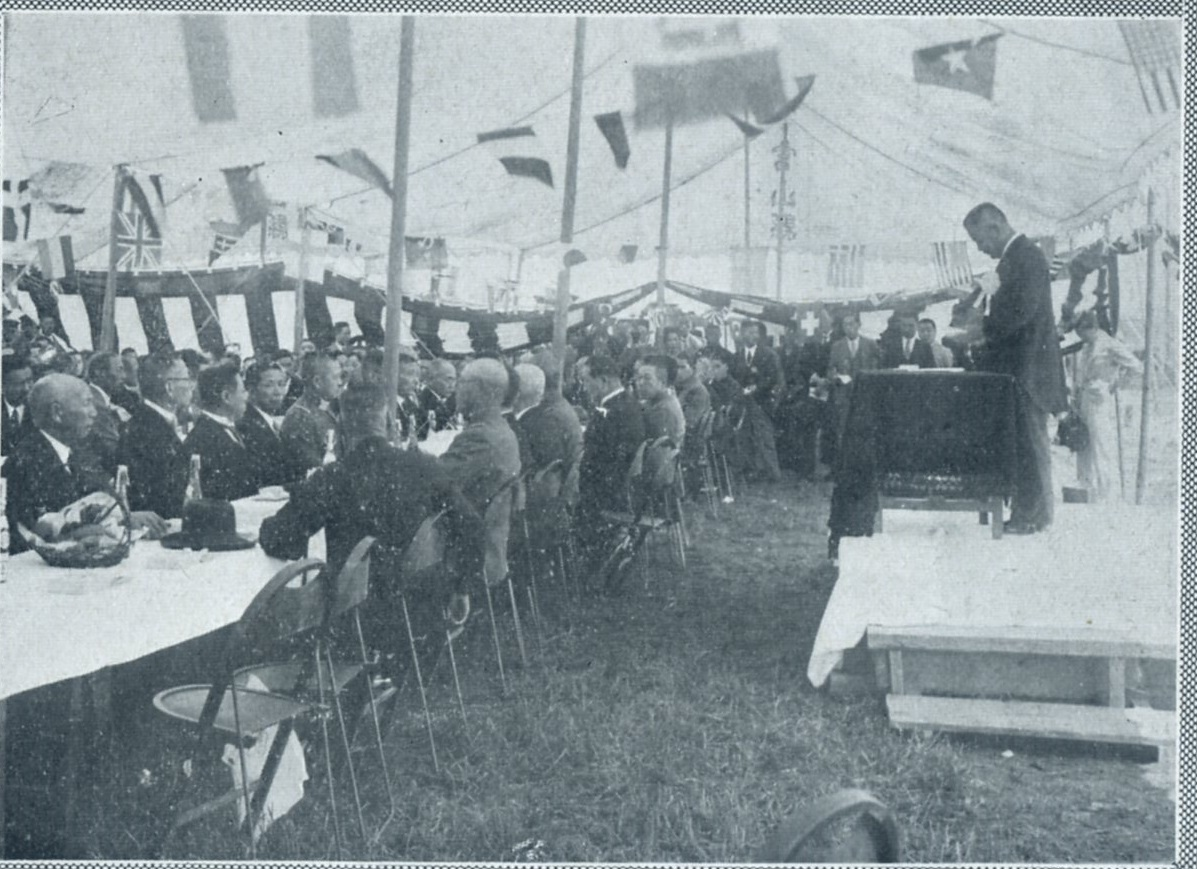
東京富山間定期航空開通祝賀会
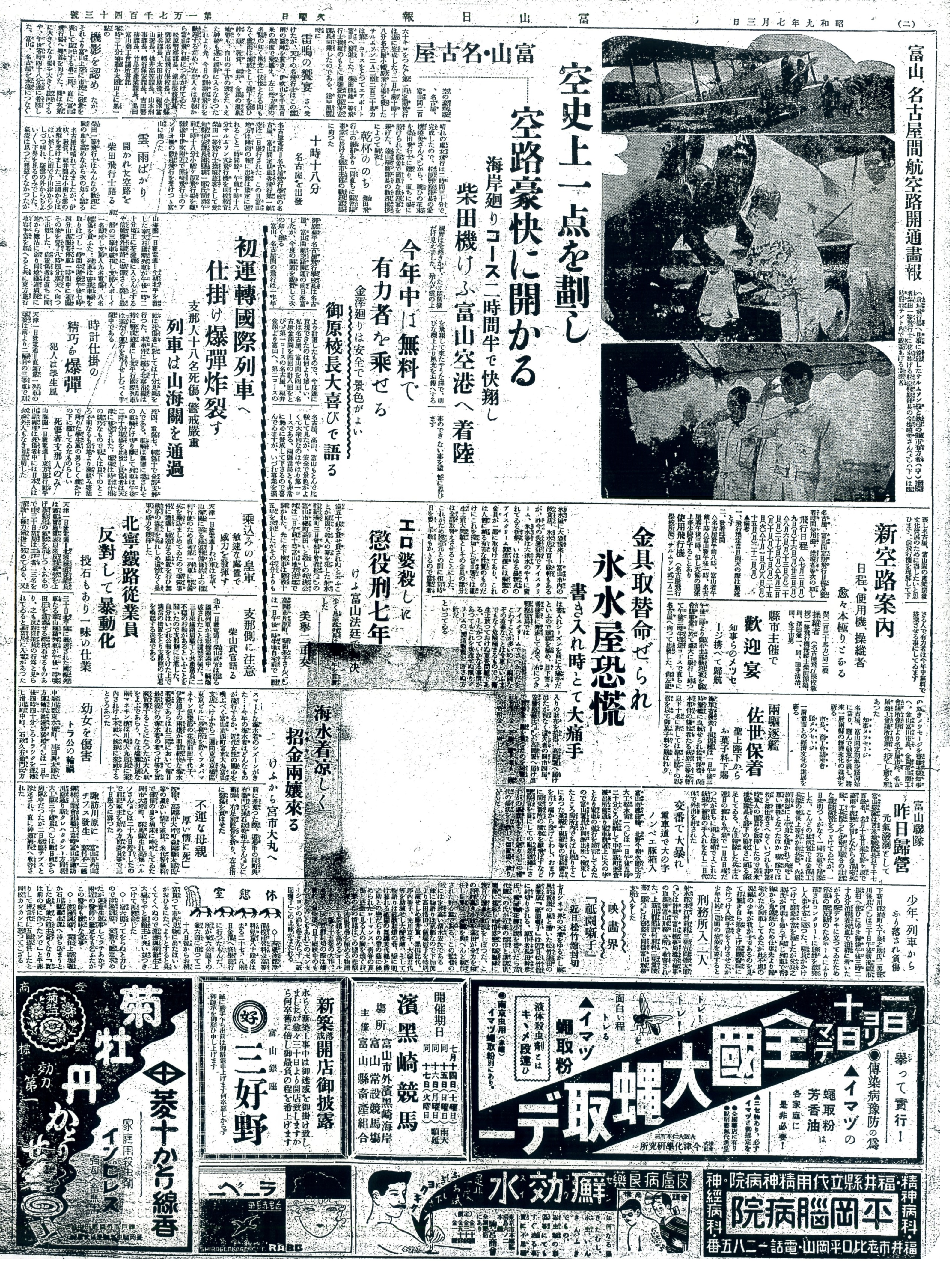
富山 - 名古屋間定期航空路開通を報ずる新聞
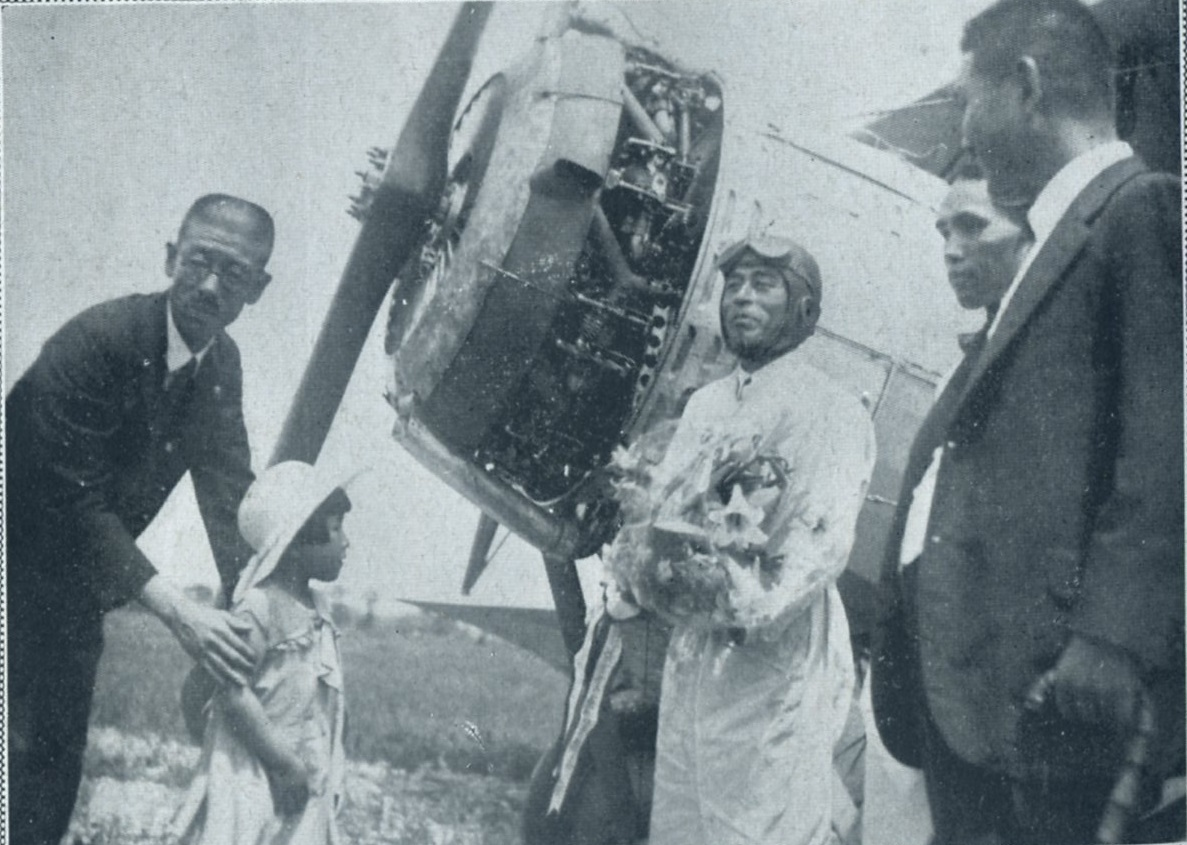
富山 - 名古屋間定期航空路初飛行を終えた飛行士が富山飛行場において花束を贈呈される

### 国営飛行場として

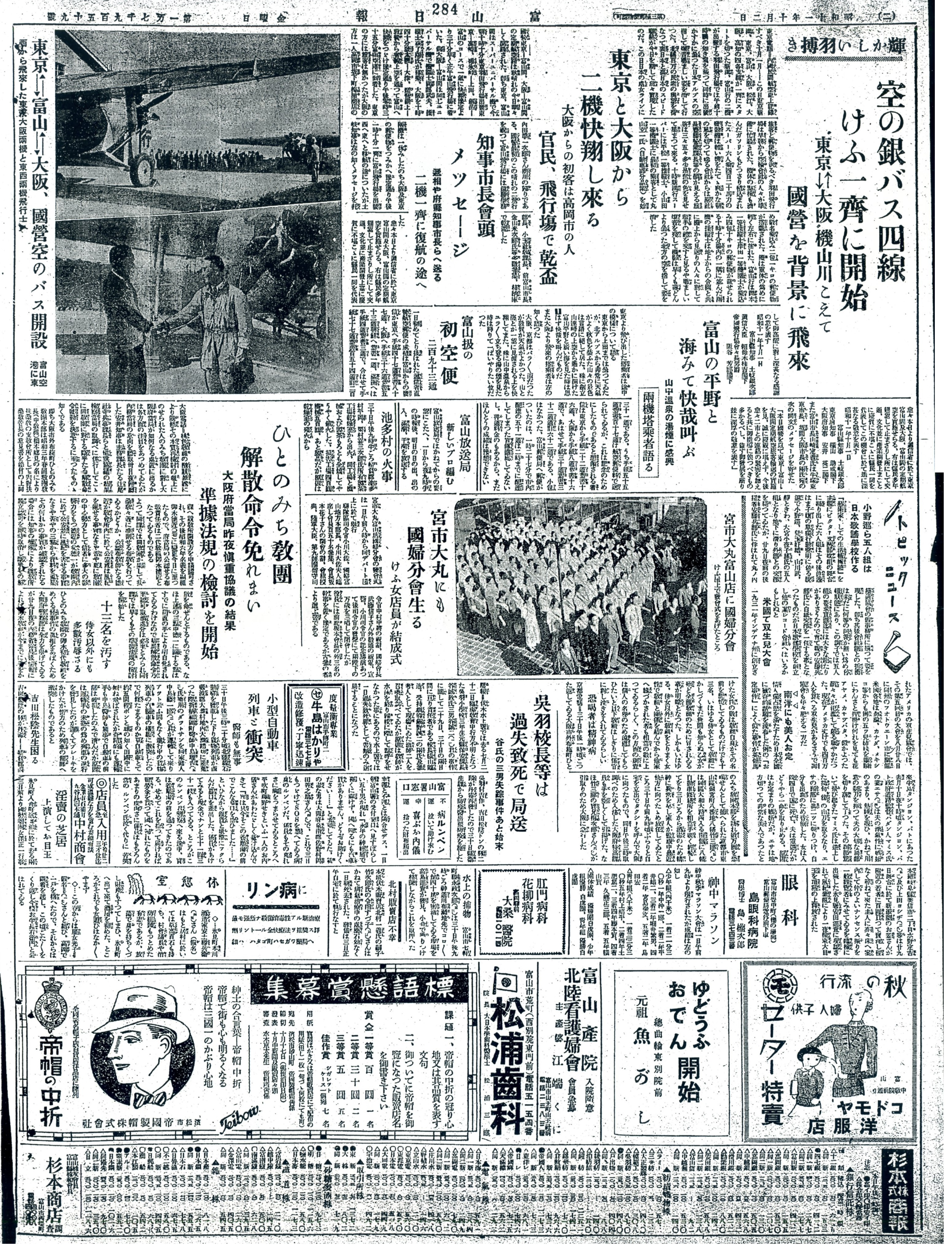
国営移管を報ずる新聞

1936年（昭和11年）10月1日に富山飛行場及び同飛行場就航路線は逓信省の移管に移された。逓信省へ移管の後も公共用飛行場として旅客、貨物及び郵便物の航空輸送事業は継続されていたが、支那事変勃発によって1937年（昭和12年）7月14日に輸送機として使用されていたフォッカー・スーパー・ユニバーサル機が陸軍に徴用されたため、旅客輸送は暫時中止された。
この休止中に富山飛行場就航路線は、東京 - 富山 - 大阪間に変更され、1938年（昭和13年）5月15日からはこの路線によって航空輸送を再開した。同路線は同年10月1日より愛国金沢飛行場及び愛国長野飛行場の開業予定により、大阪 - 金沢 - 富山 - 長野間に変更され、同時に東京 - 新潟間の既設航空路線に長野が追加された。このように航空路線は漸次拡大をみたが、1940年（昭和15年）4月1日より富山飛行場は拡張工事のため使用禁止となり、同年10月1日に大阪 - 長野間を含む国内ローカル航空路線は全く廃止された。

### 拡張工事と陸軍省への移管
富山県としては開業前より陸軍に対して演習に富山飛行場を使用するように期待し、陸軍の希望によって滑走路の幅員を拡張するなど、既に軍事利用を視野に入れて富山飛行場を開業させたのであるが、開業後に陸軍に与えられた評価は、冬季は積雪で使用できず、また面積が狭小であるため「左程重要視していない」というものであった。1936年（昭和11年）3月23日には土岐銀次郎富山県知事が寺内寿一陸軍大臣に対し陸軍において富山飛行場を整備拡張し、その飛行訓練等に用いるよう具申を行ったが、これも同年4月10日に却下されている。こうした開業時の狭隘さを補い、不十分な設備の改良を行うため、数度にわたって拡張工事が行われた。この拡張工事の経過については諸説あるが、稲垣森太によると1936年（昭和11年）度に最初の工事が行われ、飛行場北方の打出地区にかけて2万坪余りが拡張されたという。
稲垣森太によると第二次拡張工事は、1939年（昭和14年）度より行われたという。1940年（昭和15年）3月1日には富山飛行場拡築事務所が開設され、同年3月30日に土地収用法に係る認定公告がなされ、また同年4月1日からは拡張工事のために富山飛行場は使用禁止とされた。約48万円もの工費が投じられ、拡張と共に滑走区域の排水が悪く地盤が軟弱になってしまう状況も修復された。この第二次拡張に引続き、1941年（昭和16年）にかけて第三次拡張工事が行われ、滑走路が500メートル延伸して1300メートルになり、格納庫等の設備が増設された。一連の拡張工事の終了に伴い、富山飛行場拡築事務所は1942年（昭和17年）3月10日に廃止されている。
『富山県史 通史編Ⅵ 近代下』によると、富山飛行場が陸軍省に移管されたのは富山飛行場拡築事務所廃止に前後する1942年（昭和17年）春のことであったという。この陸軍省への移管後にあたる1943年（昭和18年）から1945年（昭和20年）にかけては第四次拡張工事が行われ、富山中学校や射水中学校等の生徒が学徒勤労動員されるなど、延べ3万5000人の人々がこれに従事した。この拡張工事に伴い、1943年（昭和18年）には牛ヶ首用水の一部が移設され、約30万坪程度の面積が拡大された。

### 富山飛行場に展開した陸軍諸部隊と戦時中の状況

#### 飛行第53戦隊
1945年（昭和20年）6月27日、第10飛行師団長は飛行第53戦隊長に対し、一部兵力を割いて富山飛行場に派遣し、第13方面軍司令官の指揮下に入るように命じた。この措置は富山大空襲#伏木・新湊方面の空襲に伴う港湾地区防衛のためのもので、桜井少尉、宮下槌太郎少尉らの二式複座戦闘機7機が配備された。その後は港湾地区に対する空襲はなかったが、1945年（昭和20年）7月に行われた富山大空襲#富山市におけるパンプキン爆弾や富山大空襲直前の8月1日には米軍機に対する反撃のために出撃したといわれ、このうち8月1日の出撃においては1機の二式複座戦闘機が四方の製材所に墜落し、搭乗員2名（荒 俊男少尉、同乗高橋兵長）が戦死する事故が起こっている。
同年8月2日の富山大空襲において富山飛行場の二式複座戦闘機が出撃したかどうかは諸説あり、例えば北日本新聞社が編纂した『富山大空襲』においては一機も迎撃を行わなかったとしているが、確かに戦闘機が富山飛行場より飛んでいくのを見たという証言も存在する。米軍の資料においては、富山大空襲を行うに際し、5機の戦闘機と遭遇したなどと報告されているが、これらの戦闘機が富山飛行場より出撃したものであるかは明らかではない。
同月14日深夜から15日未明にかけて第20航空軍所属の第313爆撃航空団のB-29、39機が日本海側4都市の港湾に機雷を投下し、石川県七尾湾に機雷を投下したと思われるB-29が富山上空を通過し、これを二式複座戦闘機が迎撃し富山上空で照空灯に照らし出されたB-29を下方から銃撃。B-29は直ちに照空圏外に離脱したため、戦果は不明だが富山飛行場より出撃し空中戦を行ったことを、同機を操縦していた、今井潤一氏が証言している。

#### 飛行第82戦隊第2中隊（隼魁2383部隊）
飛行第82戦隊は第13飛行師団隷下の司令部偵察機を擁する部隊であって、富山飛行場にその戦力の一部を置いていたといわれる。1945年（昭和20年）1月1日より三菱重工は射水郡大門町に所在の呉羽紡績予備工場を間借りして第11航空機製作所を設立し、一〇〇式司令部偵察機の組立を行っていたが、同年5月1日に初めてその組立と飛行試験が富山飛行場を利用して行われている。戦後、米軍はその報告書において「この飛行場を空輸のための離陸場に使用することによって、完成せる飛行機を各務原へ貨物輸送するために解体したり梱包したりする必要がなく、多くの貴重な時間がセーブされた」と評価している。

#### 浜松教導飛行師団第1教導飛行隊
浜松教導飛行師団はもと静岡県浜名郡神久呂村にあった浜松陸軍飛行学校が、1944年（昭和19年）6月13日に改組されたもので、1945年（昭和20年）5月頃より激しさを増しつつあった日本本土空襲を避けるために各地へ疎開したのであるが、その内の一つである第1教導飛行隊は富山飛行場に駐留することとなったという。同師団の攻撃飛行隊は重爆撃機を専門としており、九七式重爆撃機を49機、一〇〇式重爆撃機を55機保有していたとされ、富山飛行場にも少なくとも9機の一〇〇式重爆撃機が配備された。米軍の報告書においては、「No count possible」としながらも2機の四式重爆撃機（米軍側呼称：Peggy）、1機の一〇〇式重爆撃機（米軍側呼称：Helen）、1機の九九式双発軽爆撃機（米軍側呼称：Lily）の存在が報告されている。

#### 呉羽航空機の試作戦闘機
1944年（昭和19年）2月10日に設立された婦負郡呉羽町の呉羽航空機は、陸軍省及び立川飛行機の指導を受けて四式戦闘機を木製化したキ一〇六型試作木製戦闘機の制作を行っている。このキ一〇六型試作木製戦闘機は、1945年（昭和20年）6月20日にその第1号機が完成したので、富山飛行場より立川飛行場に向け時速605キロメートルの速度を以て試験飛行を行っている。この速度は水平飛行としては当時の日本において最高の記録であったが、第2号機が完成して大量生産態勢が整うと共に終戦を迎えた。試作された機体は学徒動員の勤労生徒50名が富山飛行場まで手で牽引したといわれている。

#### 空襲対策
日本本土空襲の激化に伴って富山飛行場に展開していた部隊の一〇〇式重爆撃機等の軍用機は、呉羽山や北代地区等の森林の中に隠匿され、針原地区には地下無電室が設けられていた。軍用機を避難させる際には、周辺の民間人が大人も子供も協力してロープで牽引したとの証言が残っている。また、第一復員省が作成した資料によると、飛行場内には多数の無蓋掩体が設けられていたという。

### 終戦後の富山飛行場
玉音放送直後の1945年（昭和20年）8月19日より25日の間には、軍の退散命令により光州飛行場から帝国海軍所属の軍用機が9機飛来し、混乱に乗じて機体を焼却処分した。同年8月24日には連合国軍より日本国籍の一切の航空機はその飛行を禁ずる旨が通達され、9月2日には連合国軍最高司令官総司令部が日本政府に対し一切の飛行場を現状のまま引渡すように命令した。10月28日に米軍が電気ビルを接収して富山県に軍政を敷いてからは、富山飛行場をその監視下に置くようになった。呉羽山等に隠されていた軍用機は処分され、旧飛行場の飛行機は子供たちの遊び場になり、旧飛行場内の資材（滑走路の枕木など）や北代のバッテリー充電所の施設は度々盗難に遭った。
同年9月14日より同年10月10日まで終戦連絡として緑十字飛行が日本人によって東京 - 新潟 - 富山 - 福知山 - 大阪間において行われ、続いて同年10月11日から1946年（昭和21年）2月6日までは米軍による終戦連絡飛行である「インピリアル・クーリアース」が東京 - 新潟 - 富山 - 大阪間に行われた。この間米軍は定期便のほかに臨時便を以て衣服やビールの買出しを行い、富山飛行場の性能に関して詳細な調査を行っていたが、結局1946年（昭和21年）5月29日に富山飛行場の敷地は大蔵省に返還され、続いて同年10月2日に大蔵省から農林省に移管された。
農林省はその敷地を開拓財産として富山飛行場の土地138 ha及び建物148 m2が入植者23戸、増反者445戸を引揚者や戦災罹災者に売却した（内訳は和合中学校敷地2万坪、電波監視局1万坪、住宅地を除く範囲を増反者に4反ずつ、入植者〔一心会〕に2反ずつの割当て）。食糧難を背景として入植者となった引揚者や戦災罹災者は、機械の普及していない状況下でのコンクリートや砂利の撤去作業に苦しめられながら開墾を進め、サツマイモや菜種を収穫できる畑を拓いていったという。この開拓に当った人々は、1947年（昭和22年）2月に旧富山飛行場の水田化を目的として倉垣開拓農事実業組合を発足させ、同年9月13日にこれを倉垣開拓農業協同組合と改称した。旧飛行場は標高が周囲より高く、水利の便が悪かったので、同地区は緊急開拓農地開発委託事業の指定を受け、融資によって揚水ポンプを設置した。同組合の活動により、1949年（昭和24年）頃から旧富山飛行場は再び水田へと戻り始めていったという。また、一部は富山市立和合中学校の敷地（2万坪）に転用された他、戦時中まで使用されていた兵舎などは電波監理局富山監理部の庁舎と宿舎（1万坪）として、1977年（昭和52年）に廃止され空き地化するまで使用された。
1963年（昭和38年）8月20日に富山市秋ヶ島に富山空港が開港した。この富山空港は手狭であったので、航空機の大型化に対応し難く、1972年（昭和47年）2月11日（あるいは、2月29日）には富山県が再び富山飛行場跡地に2,000 - 2,500m級の滑走路を建設して国際空港とする構想を発表したが、地元住民の反対によって中止されている。

### 年表
- 1931年（昭和6年）5月19日 - 金岡又左衛門富山商工会議所会頭が小泉又次郎逓信大臣等に対して、東京 - 新潟間の郵便航空路を富山に延長することを建議する[11]。その建議書に曰く、「今や我邦に於ても亦内地朝鮮、満洲間に旅客輸送の航空路開設せられ一面内地の各所に郵便航空路を設けて郵便物の逓送を実施せられ現に北陸地方に於ても東京、新潟間に定期郵便飛行の開始せらるゝあり蓋し此の最も優秀なる機関は将来交通に通信に漸次其の航空路の拡張を見るべきは敢て想像に難からざる所なり吾人は此の秋に方り東京、新潟間の郵便物逓送航空路を我が富山市に延長して東京、富山間を連絡し以て彼我商工業の発展に資せられむことを切望せむとす」[11]。
- 1932年（昭和7年）
  - 1月4日 - 富山県知事鈴木敬一が富山県民に対して「軍用飛行機一台ヲ献納」する旨を発表する[12]。
  - 3月10日 - 献金によって陸軍省へ「立山号」を註文する[13]。
  - 4月23日 - 富山県民の献金により帝国陸軍に献納された「立山号」が、上新川郡浜黒崎村に着陸する[15][94]。
  - 6月28日 - 富山県庁参事会室にて「立山号」に係る献金の決算報告会を行う[94][95]。その際に報告された残金20515円を飛行場建設費に充てるべしとの意見が出たが、出席者少数のため持越しとなる[94][95]。
  - 7月15日 - 飛行場としての兼用を見込み、富山競馬場（浜黒崎競馬場）が浜黒崎村に開業する[96]。
  - 7月31日 - 南弘逓信大臣が、飛行場設置候補地たる富山競馬場の視察を行う[95]。
  - 8月2日 - 陸軍少佐山田直行が、同じく飛行場設置候補地たる浜黒崎の視察を行う[95]。
  - 8月3日 - 陸軍少佐山田直行が、水上飛行場設置候補地として放生津潟（越ノ潟）を視察する[95]。
  - 8月16日 - 富山県会議事堂において富山県に建設すべき飛行場の協議を行い、その設置を満場一致にて可決する[16]。
  - 8月22日 - 富山県会議事堂において「富山県航空協会創立委員会」を設置し、その発会式を挙行する[97]。この際、斎藤樹富山県知事より浜黒崎村の敷地10万坪を飛行場予定地としたいとする提案がなされたが、上新川郡東岩瀬町及び同郡大広田村の方が飛行場予定地として適しているとの声が上る[17]。しかし、実際には東岩瀬町及び大広田村は飛行場の設置に消極的姿勢を示していた[18]。
  - 8月26日 - 婦負郡草島村の青木村長が、富山県庁を訪問し、同村への飛行場設置を要望する[19]。
  - 10月3日 - 逓信省の山田航空官が上新川郡浜黒崎村、婦負郡草島村、同郡細入村笹津、同郡倉垣村及び東礪波郡城端町立野ヶ原を実地調査し、浜黒崎村及び倉垣村を飛行場設置予定地とするに適当とする報告を行う[20]。
  - 10月12日 - 小沢陸軍少佐及び中井陸軍中佐が実地視察を行ったが、この際射水郡老田村を候補地として挙げたので[20]、以降飛行場設置予定地は浜黒崎村、倉垣村及び老田村の間において競争されることとなる[19]。
  - 10月24日 - 飛行場建設委員会において飛行場設置予定地は倉垣村ないし老田村のいずれかより選定することを決定し、浜黒崎村を設置予定地より除外する[20]。
  - 11月1日 - 建設委員会特別委員会において斎藤樹富山県知事が、飛行場設置予定地を倉垣村に決定したことを報告する[21]。これにより同村の総面積8万坪を一坪当り1円30銭にて買収する[4]。
  - 12月7日 - 富山県議会が「北陸定期航路開設に関する意見書」を南弘逓信大臣、荒木貞夫陸軍大臣及び岡田啓介海軍大臣に対して提出する[21]。
- 1933年（昭和8年）
  - 5月9日 - 富山飛行場建設の工事に着手する[23]。
  - 5月20日 - 富山飛行場開設に向けその地鎮祭を行う[98]。
  - 7月14日 - 南弘逓信大臣に宛て富山飛行場の設置許可申請書を提出する[24]。
  - 9月25日 - 富山飛行場が竣工する[23]。この工事に当って敷設された道路は、富山県道207号四方新中茶屋線として整備されている[23]。総工費は16万2370円であった[99]。
  - 10月5日 - 富山飛行場の開場許可が、逓信省によって告示される[100]。
  - 10月8日 - 富山飛行場が開場し[101]、県内外1000余名を招集して開場式を挙行する[24][102]。当日は梨本宮守正王の来臨があり、富山飛行場開場に当り功労のあった者に対して有功章を授与した[103]。
  - 12月18日 - 鹿熊久安富山県会議長が南弘逓信大臣に対して富山飛行場を中心とする定期航空路の開設に関して建議をなす[104]。その建議書に曰く、「今ヤ之カ利用ノ為ニ東京大阪名古屋方面トノ新定期航空路ノ開設ハ県民挙ツテ熱望スル所ニシテ之カ実現ハ独リ県民ノ待望スル所ノミナラス国防上又産業交通上ニ国民ノ最モ期待スル所ナリト信シテ疑ハス冀クハ富山ヲ中心トスル北陸航空路ノ重要性ニ鑑ラレ将又八十万県民ノ此ノ貴キ熱誠ト努力ニ鑑ラレテ一日モ早ク定期航空路ノ開設実現方ヲ計ルヘク一層貴官ノ御援助御尽力アラムコトヲ 右本会満場一致ノ決議ニ依リテ意見書及提出候」[104]。
- 1934年（昭和9年）
  - 5月14日 - 同日付の命令書を以て旅客並びに貨物の料金を定める[105]。
  - 5月15日 - 富山飛行場 - 羽田飛行場（東京）間において定期航空路が開設され、その紀念式典を挙行する[24][27]。運行は同年10月22日までこれを行った[106]。
  - 7月2日 - 富山 - 名古屋間において定期航空路が開通する[27]。
  - 8月31日 - 格納庫及び事務所が竣工する[107]。
- 1935年（昭和10年）6月5日 - 大阪 - 富山 - 新潟間において定期航空路が開設される[28][108]。
- 1936年（昭和11年）
  - 3月23日 - 土岐銀次郎富山県知事が寺内寿一陸軍大臣に対し陸軍において富山飛行場を整備拡張し、その飛行訓練等に用いるよう具申を行う（社兵第1538号）[46]。
  - 4月 - 逓信省補助命令路線として富山 - 大阪間に定期就航路が開通する[109]。
  - 4月10日 - 陸軍が富山県知事による具申を却下する（陸普第2005号）[46]。
  - 4月14日 - 逓信省が昭和8年逓信省告示第2420号に係る内国、外国及び日満航空郵送物を逓送する航空路線に富山 - 東京間を追加する旨を告示する[30]。同年4月15日より9月25日までの間、毎週上下各2回の運行を行うが、同年6月9日より同年7月15日及び同年8月21日より同年9月15日までの間はこれを休止する[30]。
  - 6月12日 - 第1回第9師団管下防空演習参加のため、八日市の飛行隊所属偵察機4機が富山飛行場に着陸する[110]。
  - 9月28日 - 逓信省が昭和8年逓信省告示第2420号に係る内国、外国及び日満航空郵送物を逓送する航空路線に東京 - 富山 - 大阪間を追加する旨を告示する[31]。
  - 10月1日 - 富山 - 東京間及び富山 - 大阪間の定期航空路を国営に移管する[32]。また、飛行場そのものも逓信省へと移管された[33]。
- 1937年（昭和12年）
  - 3月20日 - 富山飛行場事務所屋上部分にロビンソン型風力計、自記電接計数器等の気象器械を据付け、その使用を開始する[111]。
  - 7月12日 - 逓信省が昭和8年逓信省告示第2420号に係る内国、外国及び日満航空郵送物を逓送する航空路線又はその逓送回数を随時廃止または変更する旨を告示する[34]。
  - 7月14日 - 支那事変の勃発により、フォッカー・スーパー・ユニバーサル機が陸軍に徴用が徴用されたので、富山 - 東京間及び富山 - 大阪間の旅客輸送を中止する[35][36][37]。
  - 8月12日 - 逓信省が昭和8年逓信省告示第2420号及び昭和12年逓信省告示第2073号を同年8月15日限りに廃止し、新たに東京 - 富山 - 大阪間の速達郵便物取扱航空線路において毎日上下2回の運行を行う旨を告示する[38]。
  - 10月22日 - 逓信省が富山飛行場事務所内気象台出張所に係る無線電信設備を承認した旨を告示する[112]。
- 1938年（昭和13年）
  - 3月1日 - 富山飛行場の改築工事施工のため、倉垣村に事務所を設置する[39]。
  - 5月15日 - 富山 - 東京間及び富山 - 大阪間の旅客輸送を再開する[39][注 3]。
  - 10月1日 - 逓信省が昭和12年逓信省告示第2326号に係る東京 - 富山 - 大阪間の航空路線を大阪 - 金沢 - 富山 - 長野間に改正しこれを施行する[40]。
- 1939年（昭和14年）
  - 7月3日 - 逓信省が昭和12年逓信省告示第2326号を同年7月15日限りに廃止し、新たに大阪 - 金沢 - 富山 - 長野間を含む航空郵便線路を同年7月16日より施行する旨告示する[114][注 4]。
  - 10月10日 - 逓信省が昭和12年逓信省告示第2327号を同年10月9日限りに廃止し、昭和14年逓信省告示第1945号に係る航空郵便線路及びその逓送回数を随時廃止または変更する旨を告示する[115]。
- 1940年（昭和15年）
  - 3月1日 - 富山飛行場の拡張工事施行のため、これに係る富山飛行場拡築事務所を設置する[25][49]。
  - 3月30日 - 富山飛行場の拡張のため、土地収用法を適用しその認定公告を行う[50]。また、昭和14年逓信省告示第1945号に係る大阪 - 金沢 - 富山 - 長野間の航空郵便線路より富山を削除し、同年4月1日よりこれを施行する旨を告示する[42]。
  - 4月1日 - 拡張工事のため同日より当分の間、富山飛行場の使用を禁ずる[41]。
  - 10月1日 - 逓信省が昭和14年逓信省告示第1945号に係る大阪 - 金沢 - 長野間及び東京 - 長野 - 新潟間の各航空郵便線路を削除し、同日よりこれを施行する旨を告示する[43]。
- 1941年（昭和16年）3月31日 - 中央気象台富山航空気象観測所が婦負郡倉垣村においてその事務を開始する[116]。
- 1942年（昭和17年）
  - 3月10日 - 富山飛行場拡築工事が完了し、富山飛行場拡築事務所を廃止する[51]。
  - 春 - 富山飛行場が陸軍の所轄となる[33][52]。以降の富山飛行場の詳細は軍事機密となったため、その詳細は不明である[33]。
- 1943年（昭和18年）
  - この年 - 再び拡張工事を行い、用水の一部を移設する[54]。
  - 10月1日 - 中央気象台富山航空気象観測所を富山測候所富山航空気象観測所と改称する[117]。
- 1944年（昭和19年）2月10日 - 呉羽航空機株式会社が設立される[118]。
- 1945年（昭和20年）
  - 3月 - 静岡県の浜松飛行場が米軍により爆撃されたので、浜松教導飛行師団が高山本線経由で富山に疎開し、富山飛行場には重爆撃機が配備された[119]。
  - 6月20日 - 呉羽航空機がキ106型戦闘機の富山 - 立川間試験飛行に成功する[120]。
  - 8月1日 - 富山飛行場所属の飛行機が富山湾を哨戒中、四方新出町方面で同機が墜落する事故が起る[79]。
  - 8月19日 - 同日より25日の間まで日本海軍機2機が富山飛行場に着陸し、各々飛行場の混雑に乗じてその飛行機を破却し行方不明となる[77]。この9機のうち7機は元山海軍航空隊所属機であり、証言から命令によって行われたことがわかったが、その他の2機については詳細がわからない[77]。
  - 8月15日未明、富山上空を通過したB-29を富山飛行場所属の戦闘機が迎撃
  - 8月24日 - 連合国軍より日本国籍の一切の航空機はその飛行を禁ずる旨、通達される[78]。
  - 9月2日 - 連合国軍最高司令官総司令部が、日本政府に対し一切の飛行場を現状のまま引渡すように命令する[78]。
  - 9月14日 - 東京 - 新潟 - 富山 - 福知山 - 大阪間において日本人の運行により緑十字飛行が開始される[48]。
  - 9月22日 - 連合国軍最高司令官総司令部が、日本政府に対し一切の飛行機を破壊するように命令する[78]。
  - 10月10日 - 同日を以て緑十字飛行を終了する[48]。
  - 10月11日 - 同日により米軍による終戦連絡飛行である「インピリアル・クーリアース」が東京 - 新潟 - 富山 - 大阪間において運行を開始する[48]。
  - 10月28日 - 米軍233人が富山県に進駐し、電気ビルを接収して軍政部を置く[79][80]。これより米兵は旧富山飛行場を時々巡察し、監視下に置く[79]。この頃より戦後の混乱に乗じて、旧飛行場の資材が盗難に遭う[79]。また、飛行機は爆破処分される[79]。
  - 11月5日 - 同日付の終戦事務連絡委員会連絡事項によると、この頃進駐軍は富山 - 新潟間の航空路線を重視し、定期便のほか臨時便を以て衣服やビールの買出しを行っている[82]。
  - 12月12日 - 同日付の終戦事務連絡委員会連絡事項によると、この頃進駐軍は富山飛行場の性能に関して詳細な調査を行っている[83]。
- 1946年（昭和21年）
  - 2月6日 - 米軍が「インピリアル・クーリアース」を終了する[48]。
  - 5月29日 - 富山飛行場が連合軍より大蔵省に返還される[84]。
  - 6月27日 - 富山測候所富山航空気象観測所を廃止する[121]。
  - 10月2日 - 富山飛行場用地（107 ha）が大蔵省より農林省へ移管され、そののち開拓財産として土地138 ha及び建物148 m2が入植者23戸、増反者445戸に売却される[84]。
- 1948年（昭和23年）
  - 2月 - 旧富山飛行場敷地の水田化を目的として、倉垣開拓農事実業組合が発足する[87]。
  - 9月13日 - 倉垣開拓農事実業組合が倉垣開拓農業協同組合と改称する[87]。
- 1961年（昭和36年）2月20日 - 木暮武太夫運輸大臣が富山県に富山飛行場設置の許可を与える[122]。
- 1963年（昭和38年）8月20日 - 富山市秋ヶ島に富山空港が開港する[91]。
- 1972年（昭和47年）2月29日 - 富山空港が手狭であるので航空機の大型化に対応し難く、再び旧富山飛行場跡地に滑走路を建設し国際空港とする構想を富山県が発表する[92]。しかし、倉垣地区の住民の抗議により、この構想は中止された[92]。

## 施設
開業当初の主要滑走路は幅250 mに長さ700 m、副滑走路は幅200 mに長さ600 mで、当時においては全国的に類例を見なかったが、面積に比して有効的であるとされるL字型の滑走路を採用した。ただし、飛行場は前述のように拡張工事が行われており、終戦時の滑走路は幅300 mに長さ1,500 mと大規模なものになっていたという。海に近いことから潮風が強く、元浜松陸軍飛行学校飛行師団第一中隊藤井洸隊長は、飛行及び整備に難儀したと述懐している。
格納庫は鉄骨構造のものが1棟で、奥行きは16 m、2台の飛行機が格納可能であった。また事務所は木造で2階建て、建坪は82 m2であり、待合所を併設していた。いずれも開場後の1934年（昭和9年）8月31日に竣工したものである。また、終戦時においては兵舎や無蓋掩体が建設されていた。

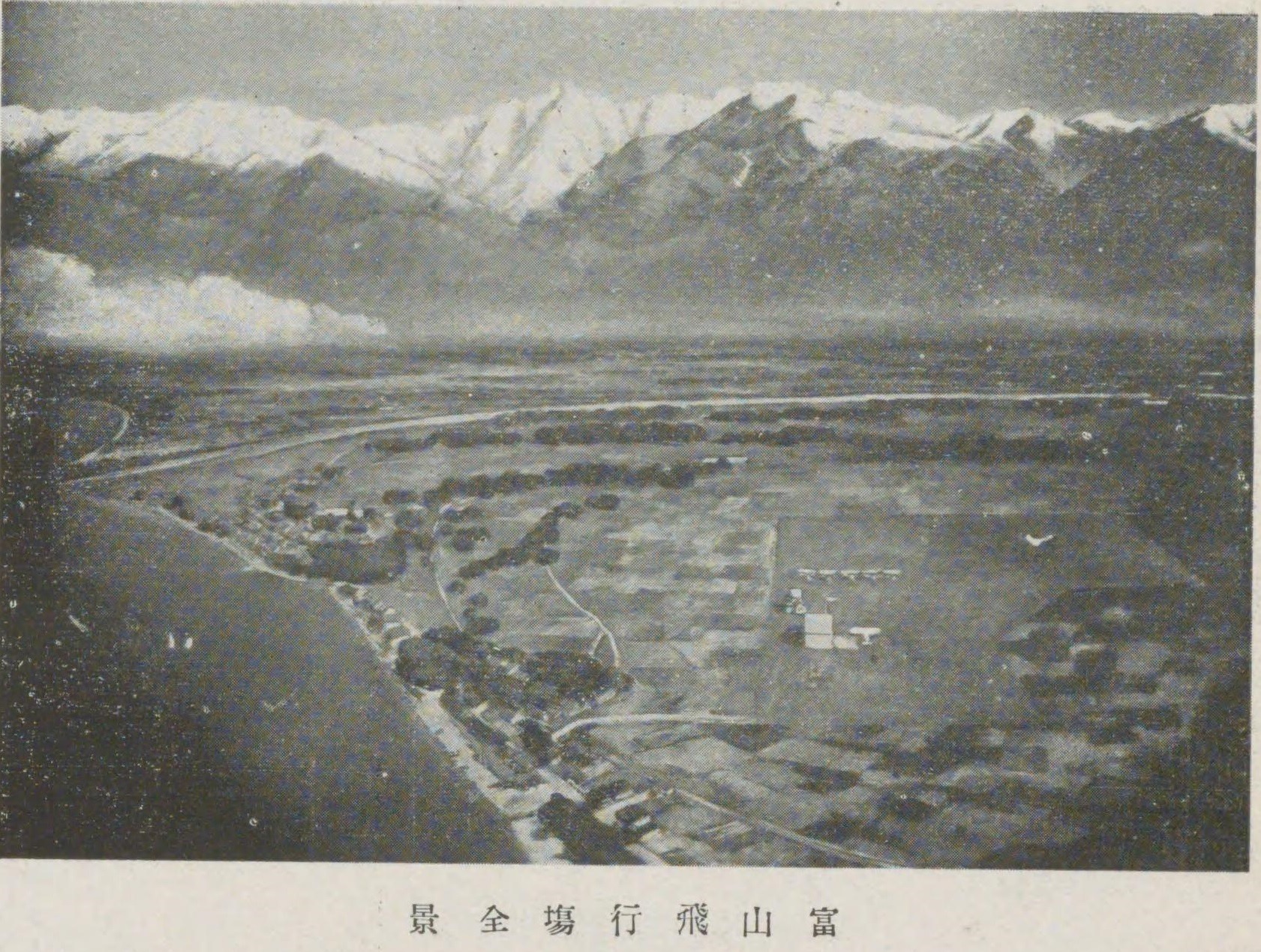
富山飛行場の航空写真
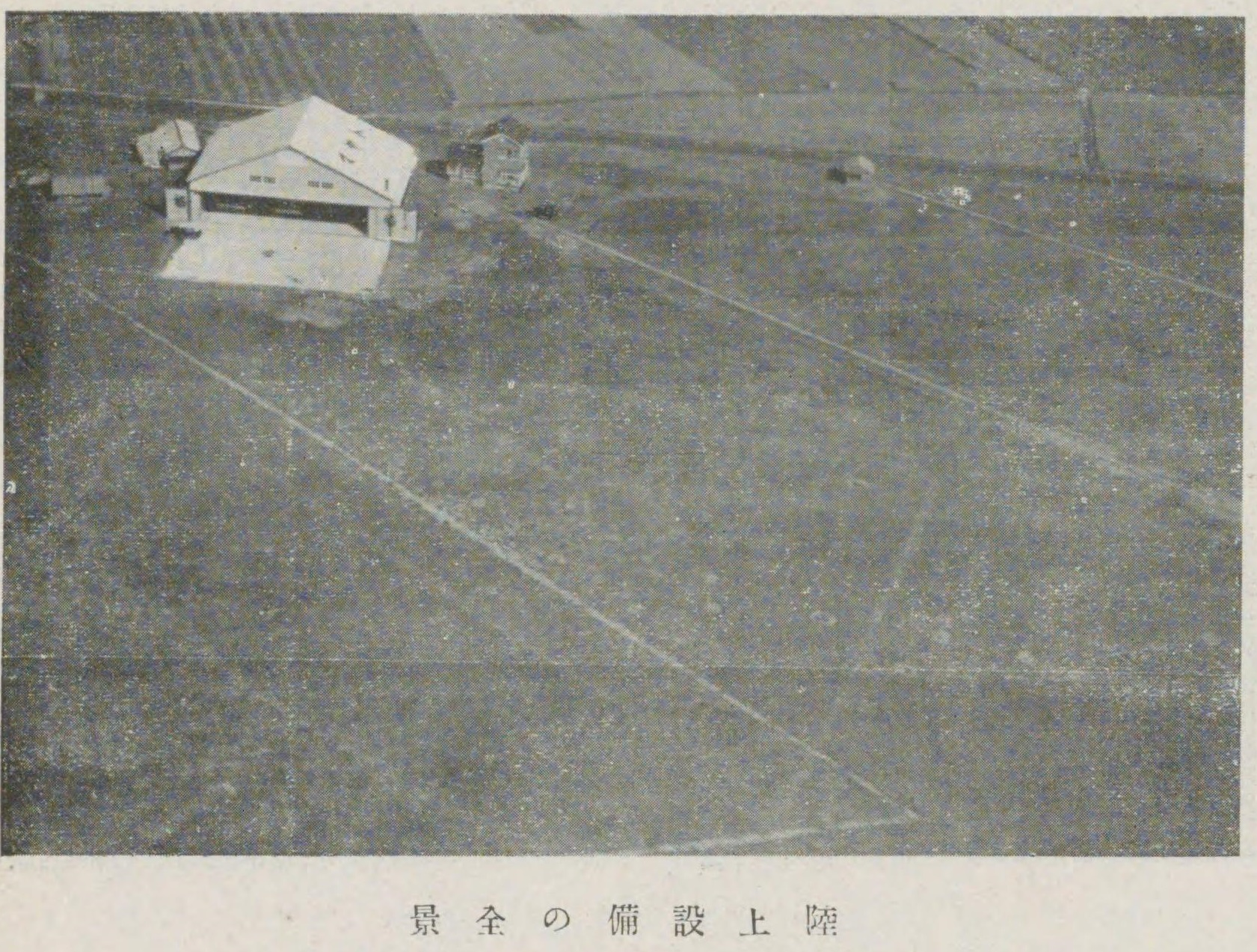
空からみた富山飛行場
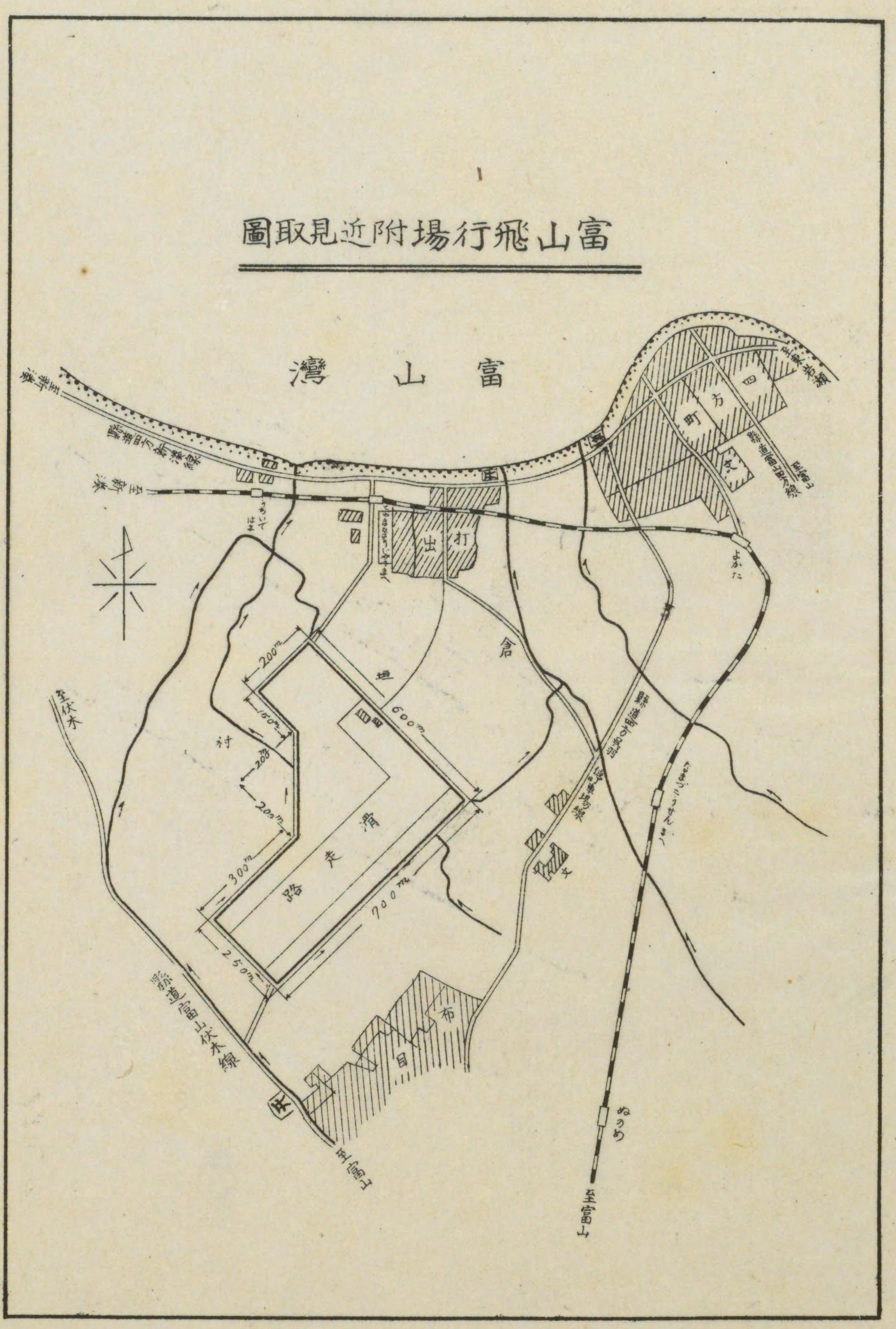
富山飛行場附近見取図
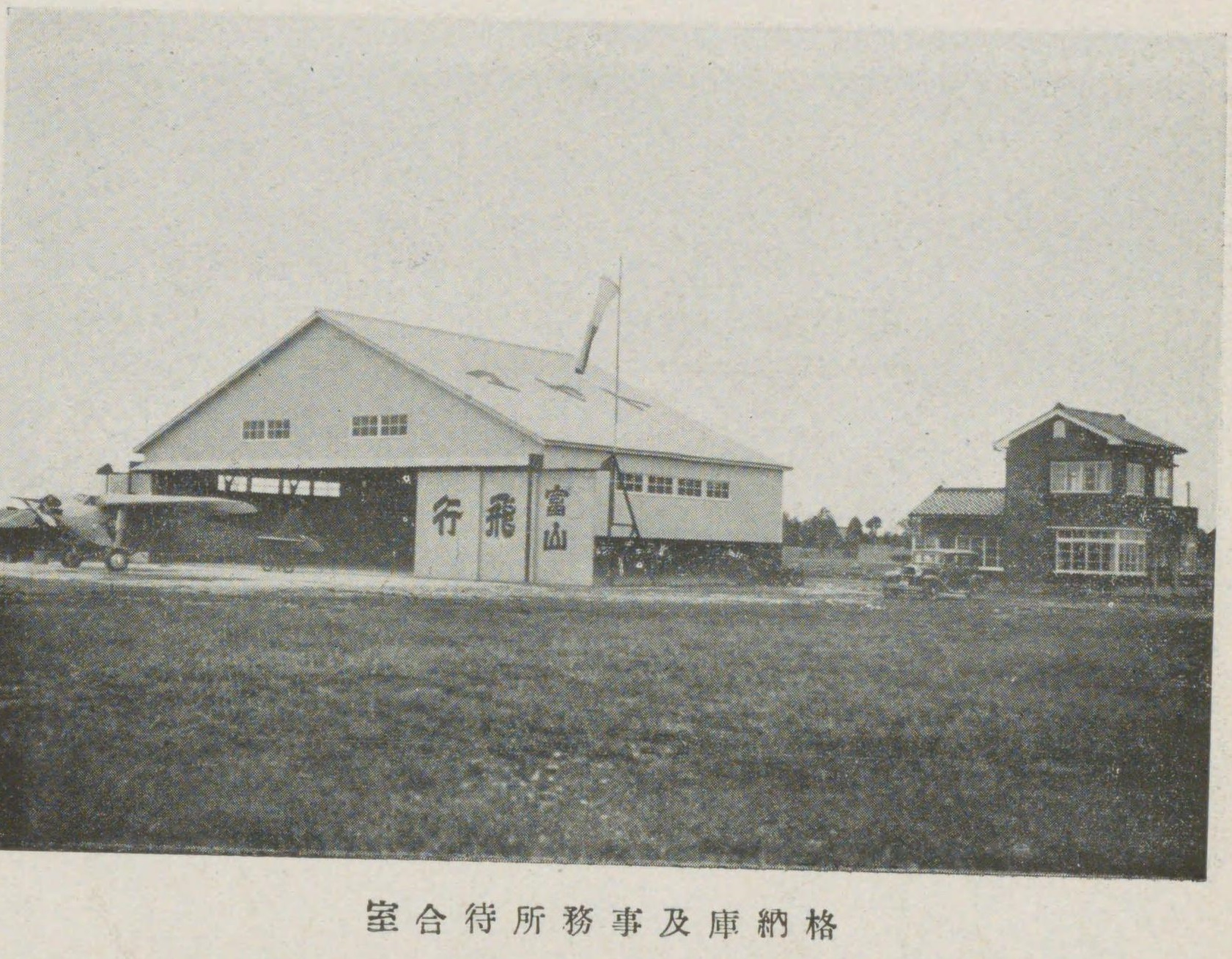
格納庫及び事務室兼待合室
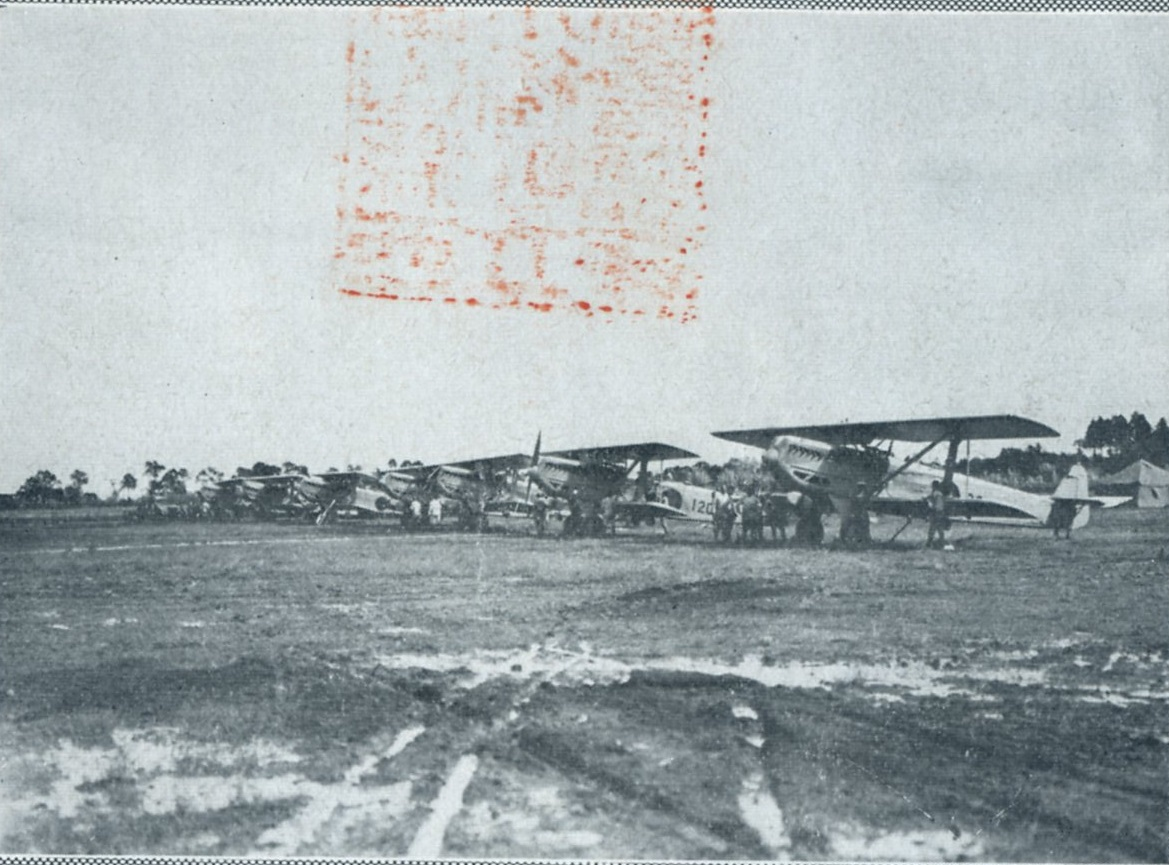
1933年（昭和8年）陸軍特別大演習において航空機の根據地となった富山飛行場

## 定期就航路線
- 富山 - 東京線 - 1934年（昭和9年）5月15日に就航した路線で、のち1936年（昭和11年）10月1日に逓信省の東京 - 富山 - 大阪線に移管された[24][32]。富山から東京までの所要時間は2時間半、旅客運賃は1936年（昭和11年）当時において片道16円であった[125]。また旅客の他に手荷物、貨物及び航空郵便も取り扱っていた[125]。到着後の交通手段として飛行機の発着毎に富山市内へ至る無料の送迎自動車も配備されていたという[126]。使用機は日本航空輸送株式会社所有のスーパー・ユニバーサル旅客機で、航続時間は4時間半、乗務員2名と共に乗車可能な旅客は6名であった[126]。その発着時刻は次の通りである[127]。

| 羽田飛行場発 | 富山飛行場着 |  | 富山飛行場発 | 羽田飛行場着 |
| ------------ | ------------ |  | ------------ | ------------ |
| 8時30分      | 10時50分     |  | 8時30分      | 10時50分     |

- 富山 - 大阪線 - 1936年（昭和11年）4月に日本航空輸送により逓信省補助命令路線として就航し、のち1936年（昭和11年）10月1日に逓信省の東京 - 富山 - 大阪線に移管された[32][109]。
- 東京 - 富山 - 大阪線 - 1936年（昭和11年）10月1日より就航した路線である[32]。毎日1往復を運行する[128]。
- 大阪 - 金沢 - 富山 - 長野線 - 1938年（昭和13年）10月1日より東京 - 富山 - 大阪線を改正して誕生した路線であったが[40]、1940年（昭和15年）4月1日より富山飛行場が拡張工事のため使用不能となったため[41]、同日より富山への就航がなくなり[42]、同年10月1日には路線自体が廃止された[43]。
- 富山 - 名古屋線 - 1934年（昭和9年）7月2日の開設に係る[27]。2つの経路があり、一つは高山経由、もう一つは金沢・福井を経由して名古屋に至る[109]。前者のキロ程は180 km、後者は260 kmであり、所要時間は2時間であった[109]。また使用機は名古屋飛行学校所属の偵察機サルムソン式二型であった[109][129]。毎週月曜日に限り運行を行い、一名に限って旅客の無料便乗を許していた[129]。
- 新潟 - 富山 - 大阪線 - 大阪朝日新聞社所有飛行機によって就航した航空郵便輸送路線であった[109]。

この他にも満洲国や朝鮮への航路の開設も予定されていたといわれる。定期航路の他には、日本航空輸送によってビラ撒きや遊覧飛行等の事業が行われており、遊覧飛行については立山上空を飛行するものは7円、富山市上空を一周するものは3円で運営されていた。

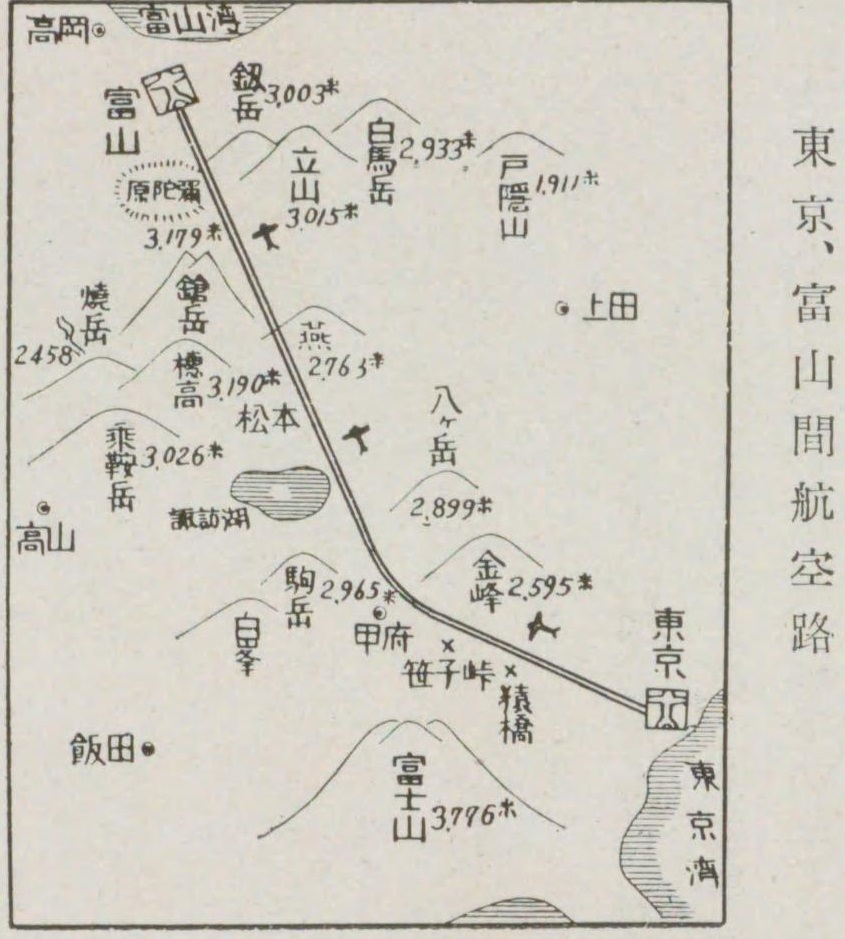
富山 - 東京間の航路
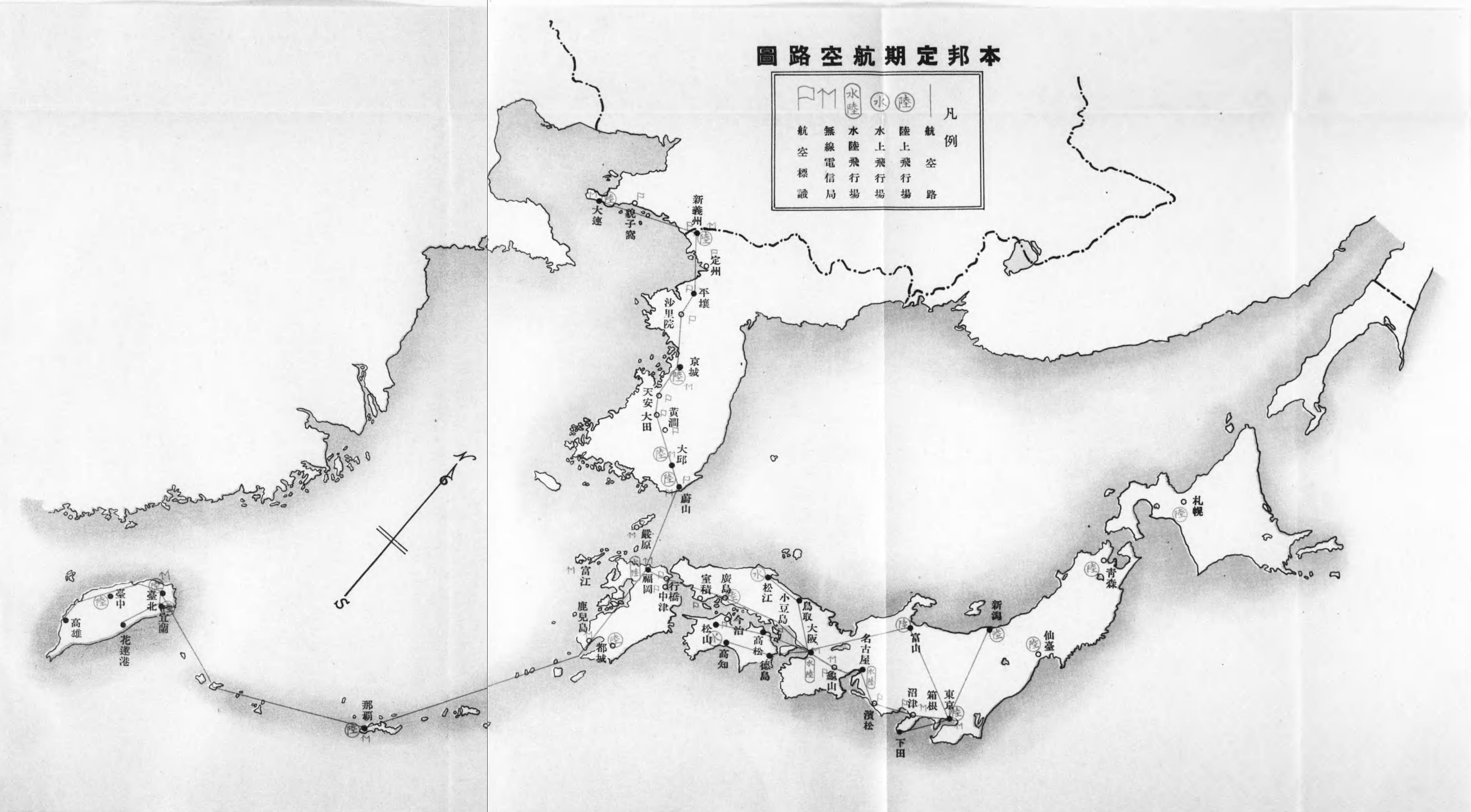
1936年（昭和11年）当時の「本邦定期航空路図」
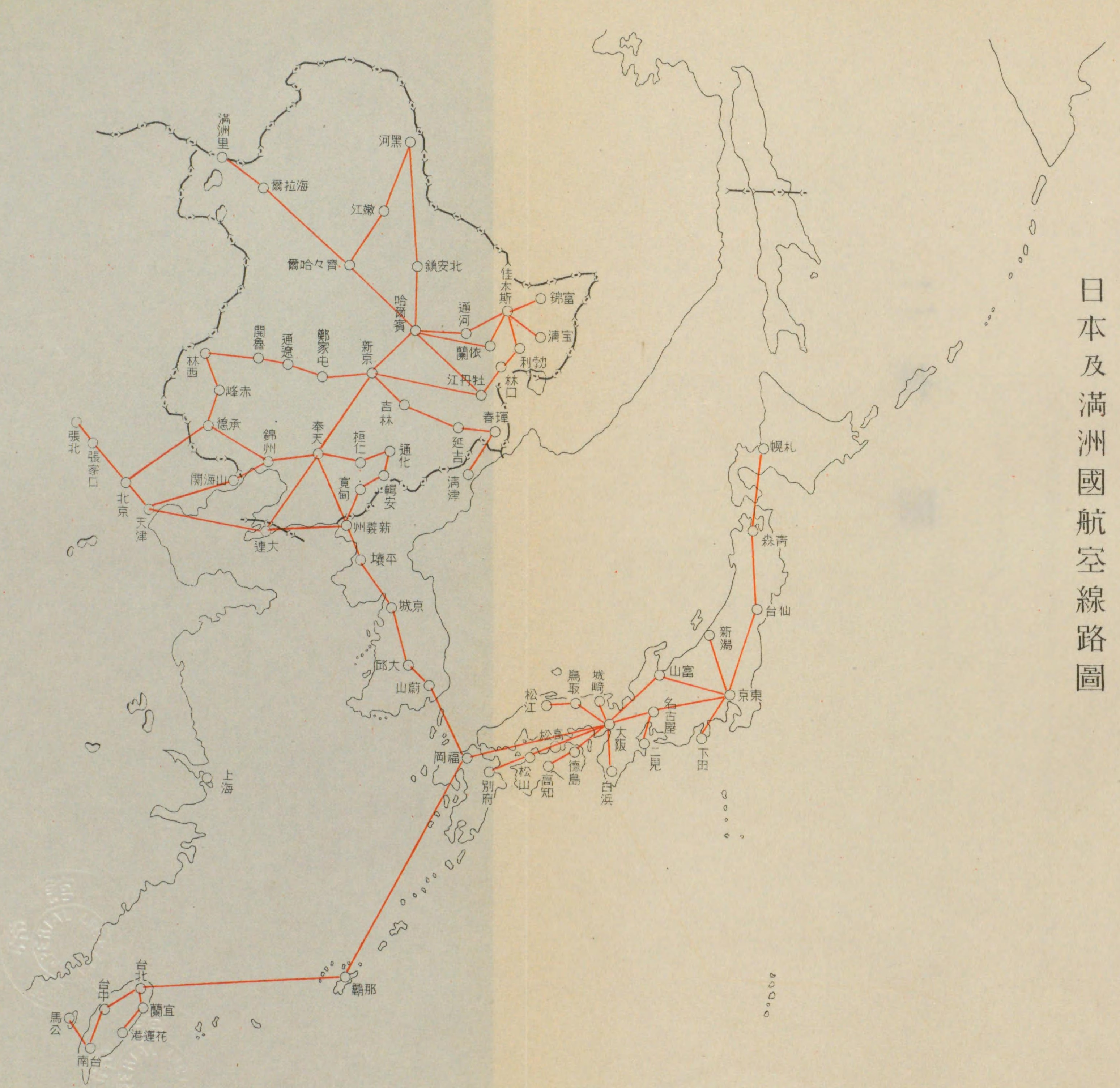
1937年（昭和12年）当時の「日本及満洲国航空線路図」
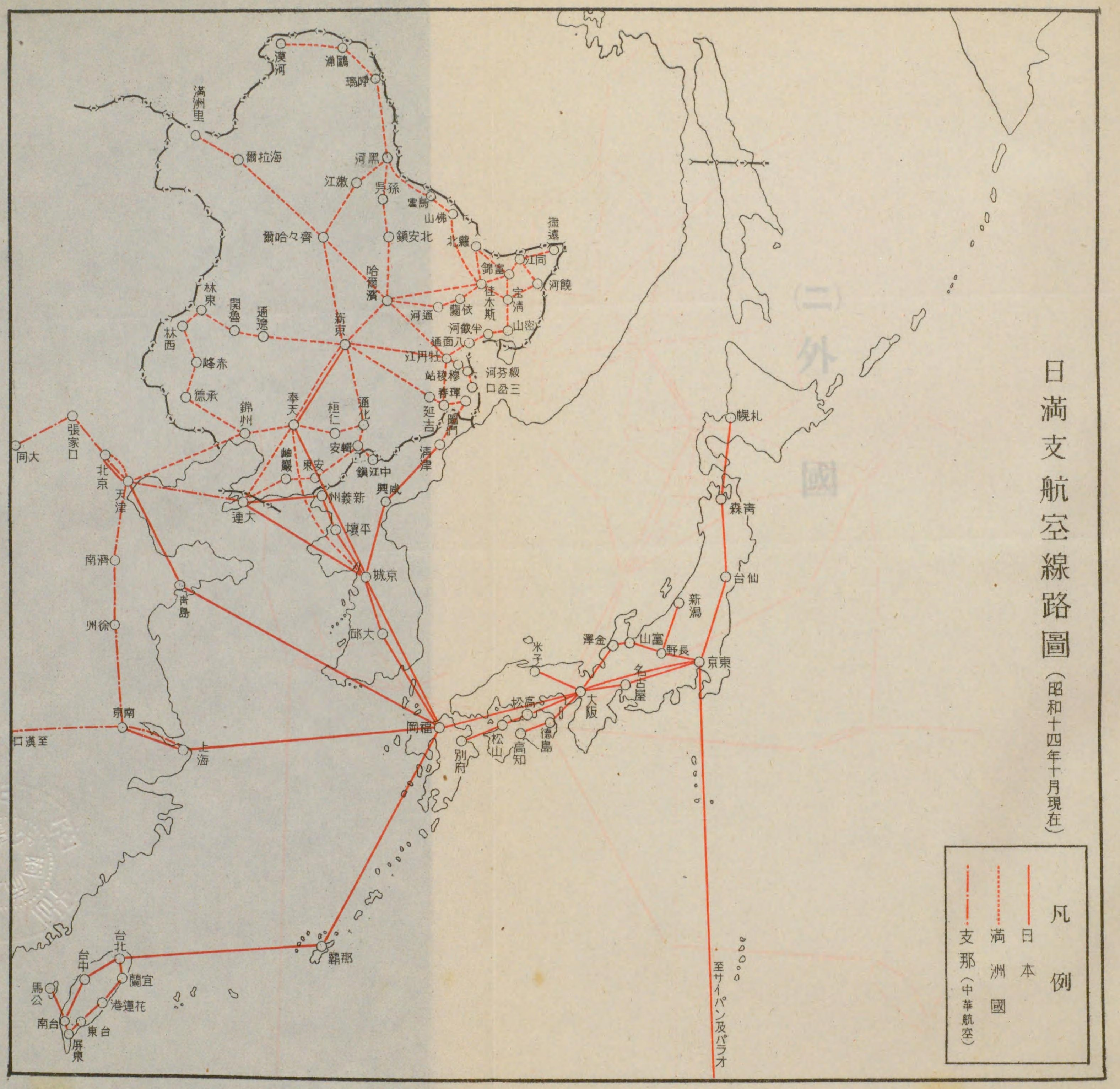
「日満支航空線路図（昭和十四年十月現在）」

## 統計

### 航空機数
富山飛行場を利用した年度別の航空機数は次の通りである。
| 年度               | 到着 | 出発 |
| ------------------ | ---- | ---- |
| 1936年（昭和11年） | 177  | 168  |

#### 定期
| 年度               | 到着 | 出発 |
| ------------------ | ---- | ---- |
| 1937年（昭和12年） | 140  | 138  |
| 1938年（昭和13年） | 63   | 63   |

#### 不定期
| 年度               | 到着 | 出発 |
| ------------------ | ---- | ---- |
| 1937年（昭和12年） | 468  | 468  |
| 1938年（昭和13年） | 2    | 2    |

### 旅客
富山飛行場の利用旅客数は次の通りである。
| 年度               | 到着 | 通過 | 出発 |
| ------------------ | ---- | ---- | ---- |
| 1936年（昭和11年） | 66   | 36   | 65   |
| 1937年（昭和12年） | 83   | 23   | 89   |
| 1938年（昭和13年） | 83   | 36   | 88   |

富山飛行場に就航していた東京 - 富山 - 大阪線の年度別旅客輸送数は次の通りである。
| 年度               | 東京 - 富山間 | 富山 - 大阪間 |
| ------------------ | ------------- | ------------- |
| 1936年（昭和11年） | 157           | 107           |
| 1937年（昭和12年） | 192           | 106           |
| 1938年（昭和13年） | 140           | 109           |

### 貨物
富山飛行場利用の貨物量は次の通りである（単位：瓩）。
| 年度               | 到着  | 通過   | 出発  |
| ------------------ | ----- | ------ | ----- |
| 1936年（昭和11年） | 33.40 | 120.44 | 37.56 |
| 1937年（昭和12年） | 64    | 237    | 42    |
| 1938年（昭和13年） | 1     | 74     | 41    |

富山飛行場に就航していた東京 - 富山 - 大阪線の年度別貨物輸送数は次の通りである（単位：瓩）。
| 年度               | 東京 - 富山間 | 富山 - 大阪間 |
| ------------------ | ------------- | ------------- |
| 1936年（昭和11年） | 106           | 113           |
| 1937年（昭和12年） | 175           | 146           |
| 1938年（昭和13年） | 103           | 231           |

### 郵便物
富山飛行場利用の郵便物量は次の通りである（単位：瓩）。
| 年度               | 到着   | 通過   | 出発   |
| ------------------ | ------ | ------ | ------ |
| 1936年（昭和11年） | 136.45 | 163.70 | 108.00 |
| 1937年（昭和12年） | 94     |        | 88     |
| 1938年（昭和13年） | 53     |        | 62     |

富山飛行場に就航していた東京 - 富山 - 大阪線の年度別郵便物輸送数は次の通りである（単位：瓩）。
| 年度               | 東京 - 富山間 | 富山 - 大阪間 |
| ------------------ | ------------- | ------------- |
| 1936年（昭和11年） | 247           | 306           |
| 1937年（昭和12年） | 87            | 101           |
| 1938年（昭和13年） | 60            | 71            |

## アクセス
- 越中鉄道線富山飛行場前駅まで600メートル[137]。
- 自動車によると、東岩瀬港までは13分、富山市までは20分、伏木港までは30分を要した[138]。